# Horacio Rotondaro
Horacio A. Rotondaro fue un funcionario argentino, que se desempeñó como gobernador del Territorio Nacional de Tierra del Fuego entre 1942 y 1943.

## Biografía
Se asentó en Ushuaia (Tierra del Fuego) en 1920, trabajando como auxiliar contable. Fue juez de paz de dicha localidad durante nueve años.
En septiembre de 1942 fue designado gobernador del Territorio Nacional de Tierra del Fuego por el presidente Ramón Castillo, desempeñando el cargo hasta septiembre del año siguiente. Fue el último gobernador antes de la modificación del esquema institucional del Territorio vigente desde 1884, por parte del presidente de facto Pedro Pablo Ramírez, creando el cargo de «gobernador marítimo» en agosto de 1943. Fue también el único titular civil, en una serie de autoridades de origen naval antes y después de su paso por la gobernación. En el cargo, promovió a Ushuaia como capital territorial, impulsó la explotación de minerales y promovió la instalación de una fábrica de madera.
Tras su paso por la gobernación, fue director del penal de Ushuaia. Luego sería designado sucesivamente director de la cárcel de Río Gallegos (Santa Cruz) y de la cárcel de Esquel (Chubut).